# Tehnică de evaluare și analiză a programelor
Tehnica de evaluare și analiză  a programelor (PERT-abreviere pentru termenul analog din l. engleză Program evaluation and review technique) este un instrument statistic utilizat în managementul proiectelor care este destinat pentru analiza și reprezentarea sarcinilor implicate în terminarea unui proiect/program dat.
PERT a fost dezvoltat inițial de Charles E. Clark pentru Marina SUA (United States Navy) în 1958; este utilizat de obicei împreună  cu CPM-Metoda drumului critic care a fost de asemenea dezvoltată în 1958.
În dicționarul LAROUSSE PERT este definită ca metodă de planificare care se bazează pe cercetarea drumurilor critice ale unui proiect, reprezentate sub forma unei diagrame în rețea, care permite urmărirea acestui proiect și pentru a duce la bun sfârșit executarea într-un timp dat.

## Generalități
PERT este o metodă de analiză a activităților implicate în realizarea unui proiect, în special a timpului necesar pentru efectuarea fiecărei activități, precum și pentru identificarea timpului minim necesar pentru realizarea întregului proiect.
Metoda PERT este utilizată mai mult pentru proiectele în care timpul, mai degrabă decât costul, este constrângerea majoră. Se folosește pentru proiecte complexe de infrastructură, precum și pentru proiecte de cercetare-dezvoltare.
PERT constituie un instrument de management care se bazează pe diagrame de activități și evenimente cu arce și noduri: arcele reprezintă activitățile sau lucrările necesare pentru realizarea evenimentelor, iar nodurile simbolizează fiecare eveniment de început și de terminare a executării activităților corespunzătoare.
Metoda PERT și metoda drumului critic sunt instrumente complementare, pentru că metoda drumului critic utilizează o estimație de timp și o estimație de cost pentru fiecare activitate, iar  metoda PERT poate utiliza trei estimații de timp (optimist, așteptat și pesimist) pentru fiecare activitate și fără costuri pentru fiecare activitate. Deși există diferențe distincte, termenul PERT este aplicat din ce în ce mai mult în toate programările drumului critic.